# 迪诺·帕蒂·贾拉尔
迪诺·帕蒂·贾拉尔是印度尼西亚学者、前外交官，印尼外交政策协会创始人、主席。他曾任印度尼西亚驻美国大使和印度尼西亚外交部副部长。他在2023年9月9日获中国首届兰花奖友好使者奖。